# Сапуново
Сапуно́во — деревня в Гороховецком районе Владимирской области. Входит в состав Куприяновского сельского поселения.

## География
Деревня расположена в 135 км к востоку от областного центра — города Владимира, в 9,5 км к югу от Гороховца. В 1,5 км к северо-западу от Сапунова расположен остановочный пункт Молодники Горьковской железной дороги.

### Описание
Сапуново — небольшая деревня, в которой всего 79 домов с примерно 127 жителями. Летом Сапуново утопает в зелени: у каждого дома пострижены газоны, деревню окружают леса, весной здесь полыхает фиолетовым или белым огнём сирень. Рядом с деревней есть овраг, возле которого растёт лиственный лес. В этом лесу есть болотные места, в которых живут бобры.

## История
По переписным книгам 1678 года деревня входила в состав Флоровского прихода и значилась за Иваном Грибоедовым и братьями Челюстиными, в ней было 3 двора помещиковых, 4 двора задворных людей, 14 дворов крестьянских и 6 бобыльских.
В XIX — первой четверти XX века деревня входила в состав Кожинской волости Гороховецкого уезда, с 1926 года — в составе Гороховецкой волости Вязниковского уезда. В 1859 году в деревне числилось 50 дворов, в 1905 году — 73 двора, в 1926 году — 70 дворов.
С 1929 года деревня являлась центром Сапуновского сельсовета Гороховецкого района, с 1940 года — в составе Княжичевского сельсовета, с 1954 года — в составе Красносельского сельсовета, с 1959 года — в составе Нововладимирского сельсовета, с 1977 года — в составе Арефинского сельсовета, с 2005 года в составе Куприяновского сельского поселения.

## Население
| 1859 | 1905 | 1926 | 2002 | 2010 | 2021 |
| ---- | ---- | ---- | ---- | ---- | ---- |
| 335  | ↗354 | ↘281 | ↘15  | ↗16  | ↘9   |